# 朗迪代克
朗迪代克（法語：Landudec，法語發音：[lɑ̃dydɛk]）是法国菲尼斯泰尔省的一个市镇，位于该省西南部，属于坎佩尔区。

## 地理
朗迪代克（48°0'2"N, 4°20'11"W）面积20.56 平方千米，位于法国布列塔尼大區菲尼斯泰尔省，该省份为法国最西部的省份，位于布列塔尼半岛西部，北西南三面环大西洋，东临阿摩尔滨海省和莫尔比昂省。
与朗迪代克接壤的市镇（或旧市镇、城区）包括：古尔利宗、瓜昂河畔吉莱、普洛加斯泰勒-圣日耳曼、普洛泽韦、普尔代加特、普尔德勒济克。

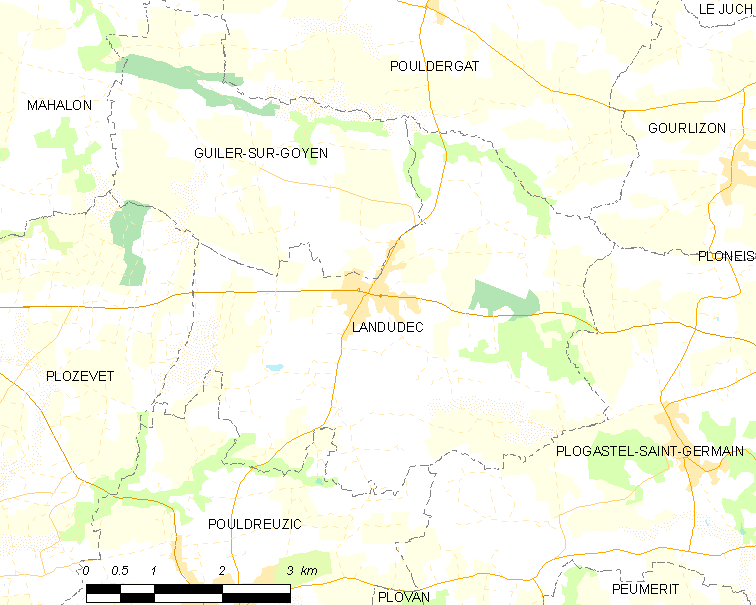
朗迪代克的OSM定位图

朗迪代克的时区为UTC+01:00、UTC+02:00（夏令时）。

## 行政
朗迪代克的邮政编码为29710，INSEE市镇编码为29108。

## 政治
朗迪代克所属的省级选区为普洛内乌尔-朗韦恩县。

## 人口

1962-2008年间朗迪代克人口变化图示

朗迪代克于2022年1月1日时的人口数量为1477人。

## 交通
菲尼斯泰尔省省道D143线和D784线在朗迪代克的镇中心交汇。